# 根西共产党
根西共产党（英語：Communist Party of Guernsey）是英国王室属地根西的一个已不存在的共产主义政党。该党与泽西共产党一样，同大不列颠共产党保持着一种半自治的关系，而且都在选举中少有斩获。